# Classical crossover
Classical crossover – gatunek muzyczny z pogranicza muzyki poważnej. Cechą każdego gatunku crossover jest wykraczanie poza normy określone dla danego gatunku przy zachowaniu jego cech charakterystycznych. Formę classical crossover przybierają zazwyczaj symfoniczne aranżacje utworów muzyki popularnej. Jednym z podgatunków jest pop opera.